# Малепасо (Л'Аквила)
Малепасо (итал. Malepasso) је насеље у Италији у округу Л'Аквила, региону Абруцо.
Према процени из 2011. у насељу је живело 200 становника. Насеље се налази на надморској висини од 677 м.